# Лепаја
Лепаја је насеље у Србији у општини Мерошина у Нишавском округу. Према попису из 2022. било је 536 становника (према попису из 1991. било је 736 становника).

## Географија
Лепаја је село надомак Облачинског језера (општина Мерошина) познато по узгајању најквалитетнијих вишања за словеначког произвођача сокова Фруктал.

## Име
Име је, кажу мештани, настало у време турске окупације када је нека прелепа мештанка, да би избегла одвођење у бело робље Истанбула, нагрдила своје лице пред само одвођење. Њене последње речи су, како кажу мештани, биле „лепа ја, јадна ја“ пре него што су је Турци убили.

## Породичне гране у селу
- Стојановић
- Стојковић
- Марковић
- Миловановић
- Пешић
- Ђокић
- Здравковић
- Милојевић
- Николић

## Демографија
У насељу Лепаја живи 557 пунолетних становника, а просечна старост становништва износи 44,3 година (42,7 код мушкараца и 46,0 код жена). У насељу има 192 домаћинства, а просечан број чланова по домаћинству је 3,51.
Ово насеље је великим делом насељено Србима (према попису из 2002. године), а у последња три пописа, примећен је пад у броју становника.
|  |

| Демографија | Демографија | Демографија |
| Година      | Становника  | Становника  |
| ----------- | ----------- | ----------- |
| 1948.       | 851         |             |
| 1953.       | 922         |             |
| 1961.       | 858         |             |
| 1971.       | 825         |             |
| 1981.       | 780         |             |
| 1991.       | 736         | 731         |
| 2002.       | 674         | 687         |
| 2011.       | 600         |             |

| Етнички састав према попису из 2002.‍ | Етнички састав према попису из 2002.‍ | Етнички састав према попису из 2002.‍ | Етнички састав према попису из 2002.‍ | Етнички састав према попису из 2002.‍ |
| ------------------------------------ | ------------------------------------ | ------------------------------------ | ------------------------------------ | ------------------------------------ |
|                                      |                                      |                                      |                                      |                                      |
| Срби                                 | Срби                                 |                                      | 658                                  | 97,62%                               |
| Роми                                 | Роми                                 |                                      | 9                                    | 1,33%                                |
| непознато                            | непознато                            |                                      | 7                                    | 1,03%                                |

| Година пописа     | 1948. | 1953. | 1961. | 1971. | 1981. | 1991. | 2002. |
| ----------------- | ----- | ----- | ----- | ----- | ----- | ----- | ----- |
| Број домаћинстава | 120   | 139   | 181   | 194   | 210   | 203   | 192   |

| Број чланова      | 1  | 2  | 3  | 4  | 5  | 6  | 7 | 8 | 9 | 10 и више | Просек |
| ----------------- | -- | -- | -- | -- | -- | -- | - | - | - | --------- | ------ |
| Број домаћинстава | 36 | 50 | 16 | 25 | 29 | 21 | 5 | 7 | 2 | 1         | 3,51   |

| Пол    | Укупно | Неожењен/Неудата | Ожењен/Удата | Удовац/Удовица | Разведен/Разведена | Непознато |
| ------ | ------ | ---------------- | ------------ | -------------- | ------------------ | --------- |
| Мушки  | 287    | 66               | 189          | 26             | 6                  | 0         |
| Женски | 289    | 31               | 191          | 63             | 3                  | 1         |
| УКУПНО | 576    | 97               | 380          | 89             | 9                  | 1         |

| Пол    | Укупно                    | Пољопривреда, лов и шумарство | Рибарство                            | Вађење руде и камена | Прерађивачка индустрија       |
| ------ | ------------------------- | ----------------------------- | ------------------------------------ | -------------------- | ----------------------------- |
| Мушки  | 151                       | 74                            | 0                                    | 0                    | 32                            |
| Женски | 60                        | 39                            | 0                                    | 0                    | 10                            |
| УКУПНО | 211                       | 113                           | 0                                    | 0                    | 42                            |
| Пол    | Производња и снабдевање   | Грађевинарство                | Трговина                             | Хотели и ресторани   | Саобраћај, складиштење и везе |
| Мушки  | 1                         | 9                             | 5                                    | 2                    | 1                             |
| Женски | 0                         | 0                             | 5                                    | 0                    | 0                             |
| УКУПНО | 1                         | 9                             | 10                                   | 2                    | 1                             |
| Пол    | Финансијско посредовање   | Некретнине                    | Државна управа и одбрана             | Образовање           | Здравствени и социјални рад   |
| Мушки  | 0                         | 0                             | 14                                   | 2                    | 4                             |
| Женски | 1                         | 0                             | 0                                    | 0                    | 4                             |
| УКУПНО | 1                         | 0                             | 14                                   | 2                    | 8                             |
| Пол    | Остале услужне активности | Приватна домаћинства          | Екстериторијалне организације и тела | Непознато            | Непознато                     |
| Мушки  | 3                         | 0                             | 0                                    | 4                    | 4                             |
| Женски | 1                         | 0                             | 0                                    | 0                    | 0                             |
| УКУПНО | 4                         | 0                             | 0                                    | 4                    | 4                             |